# Fernando de Carvalho
Fernando de Carvalho (Lisboa, 5 de fevereiro de 1913 — 18 de agosto de 1967) foi um compositor português.

## Biografia
Estudou no Conservatório Nacional, tendo sido aluno de Campos Coelho e de Luís de Freitas Branco.
Ao longo da sua vida compôs um enorme número de obras, tendo-nos deixado 24 operetas e mais de cem músicas para teatro de revista.
Foi compositor de músicas de Amália Rodrigues, Simone de Oliveira, entre outros.
Entre as composições mais importantes de Fernando de Carvalho, está "Tudo Isto É Fado", composta em parceria com Aníbal Nazaré, propositadamente para o programa "Passatempo APA" do Rádio Clube Português, para ser criado por Fernanda Baptista, e depois celebrizada por Amália.
Fernando de Carvalho assinava as suas composições apenas como F. Carvalho. Há muitas dificuldades em colher elementos seguros sobre sua via e obra, em face da enorme quantidade de homónimos, inclusive alguns muito importantes, como um ciclista e outro cientista.